# Videoextensometer
Ein Videoextensometer ist ein kamerabasiertes Messsystem zur berührungslosen Dehnungsmessung bei Zugversuchen. Es wird überwiegend bei der Materialprüfung von Flach- oder Rundproben mittels Zugprüfmaschinen eingesetzt. Bei der Materialprüfung wird eine Zugprobe mit einer zunehmenden Kraft belastet. Während der Prüfung wird die Kraft von einer Kraftmessdose in der Zugprüfmaschine erfasst und zusammen mit der vom Videoextensometer gemessenen Probendehnung kontinuierlich aufgezeichnet. Von den Messwerten wird ein Spannungs-Dehnungs-Diagramm erstellt, aus dem Materialkennwerte wie E-Modul und Poissonzahlen abgeleitet werden.

## Messprinzip

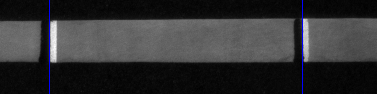
Kamerabild mit detektierten Linienmarkierungen

Die Dehnungsbestimmung eines Videoextensometers basiert auf präzisen und genauigkeitsoptimierten Bildverarbeitungsalgorithmen zur Kantendetektion. Voraussetzung dafür sind zwei kontrastreiche Linienmarkierungen auf der Oberfläche der Zugprobe. Die Markierungen werden üblicherweise mit einer Schablone und Farbstift oder Linienaufkleber aufgebracht.
Bei der Bildverarbeitung (Bildauswertung) wird der Abstand der beiden Linienmarkierungen im Kamerabild subpixelgenau vor und während der Belastung ermittelt. Aus der sich hieraus ergebenden Längenänderung Δl und dem ursprünglichen Abstand l0 wird die Dehnung berechnet:
{\displaystyle \varepsilon ={\frac {\Delta \ell }{\ell _{0}}}}
Eine Kalibrierung des Systems ist nicht erforderlich, da zur Dehnungsberechnung nur relative Abstandsänderungen benötigt werden. Ein Videoextensometer kann jedoch nach einer Kalibrierung auch die Abstände der Linienmarkierung, skaliert in Millimetern, ausgeben und wird damit zum Wegaufnehmer.
Die Querdehnung wird mittels Durchlicht und Bestimmung der Probengeometrie (Probenbreite) gemessen.

## Eigenschaften
- Die berührungslose Bestimmung der Längsdehnung führt vor allem bei weichen Materialien zu einer deutlichen Verbesserung der Messgenauigkeit gegenüber der Wegmessung der Traverse: bis zu 20 µm/m (microstrains) bei Dehnung und besser als 1 µm bei Wegen.
- Der Messbereich ist unabhängig von der Probengrösse und beträgt bis zu 1000 % Dehnung.
- Die Probenoberfläche darf sich beim Versuch nicht oder nur geringfügig in Kamerarichtung bewegen.
- Die Messwerte werden als Analogsignal oder digital in Echtzeit an die Zugprüfmaschine übergeben und direkt von deren Steuerung weiterverarbeitet.
- Eine Abtastrate von bis zu 4 kHz erlaubt den Einsatz bei und die Regelung von dynamischen Anwendungen.
- Ein Videoextensometer arbeitet gegenüber einem Ansetzaufnehmer verschleißfrei.